# Mauro Díaz
Mauro Díaz est un footballeur argentin né le 10 mars 1991 à Concepción del Uruguay. Il évolue au poste de milieu offensif au Club Deportivo Palestino.

## Biographie
Fils du footballeur Jorge "Nono" Díaz, Mauro joue quatre années avec les équipes de jeunes de River Plate avant d'avoir sa chance avec l'équipe première. Diaz dispute son premier match professionnel le 21 septembre 2008 avec River Plate à l'occasion d'une défaite 3-1 contre le CA San Martín de Tucumán.

## Palmarès
- Champion de Primera B Nacional (D2 argentine) lors de la saison 2011-2012
- Vice-champion du Chili en 2012